# Ophiocanops
Ophiocanops is een geslacht van slangsterren uit de familie Ophiomyxidae.

## Soorten
- Ophiocanops felli (McKnight, 2003)
- Ophiocanops fugiens Koehler, 1922
- Ophiocanops multispina Stöhr, Conand & Boissin, 2008